# Karl Eyerkaufer
Karl Eyerkaufer (* 3. März 1940 in Landshut) ist ein deutscher ehemaliger Sportler, hessischer Politiker (SPD) sowie Abgeordneter des Hessischen Landtags und Landrat des Main-Kinzig-Kreises.

## Ausbildung und Beruf
Nach dem Besuch der Oberrealschule in Lindau machte Eyerkaufer 1960 Abitur und studierte an der Universität Frankfurt mit dem Ziel Lehramt. Ab 1966 arbeitete er als Lehrer.

## Sportler
Als Mittelstreckenläufer startete er für den TSV 1850 Lindau, den FSV Frankfurt und gegen Ende seiner sportlichen Laufbahn für den SV Schwalbe Hanau. 1961 wurde er Deutscher Meister im 1500-Meter-Lauf und mit der Frankfurter 3-mal-1000-Meter-Staffel. Im Jahr darauf gewann er den Titel im Waldlauf. In der Halle wurde er 1964 und 1968 Deutscher Meister über 1500 Meter. International startete er auf seiner Spezialstrecke bei den Universiaden 1961 und 1963, wo er Achter und Fünfter wurde. Bei den Europäischen Hallenspielen 1966 kam er auf Platz vier.
Er war auch bereits als Läufer ein Mittelpunkt der Trainingsgruppen der Mittelstreckler, organisierte mit Läufern aus ursprünglich drei verschiedenen Vereinen die Meisterstaffel des FSV Frankfurt, verhalf u. a. dem DDR-Läufer Jürgen May erst zu einem den damaligen Amateur-Bedingungen widersprechenden Kontrakt mit dem Sportschuhhersteller Puma, nach dessen Sperre aber auch zur Flucht aus der DDR und galt als Kleinunternehmer in Sachen Leichtathletik.

## Politik
Im Jahr 1965 trat Eyerkaufer in die SPD ein. 1968 wurde er Mitglied der Gemeindevertretung Hochstadt sowie des Kreistages des Landkreises Hanau bzw. später des Main-Kinzig-Kreises. Im Jahr 1974 war er vom 2. Oktober bis zum 30. November kurzzeitig Mitglied des Hessischen Landtags. Von 1987 bis zum 18. Juni 2005 war er Landrat des Main-Kinzig-Kreises.
Der Versuch, Bundestagskandidat zu werden, scheiterte. Eyerkaufer unterlag gegen Bernd Reuter.

## Sonstige Ämter
Zweimal war er Präsident des Sparkassen- und Giroverbandes Hessen-Thüringen.
Er ist Vorsitzender des Beirates der Stiftung Kinderzukunft in Gründau.

## Hilfe für Beruwala
Nach dem Erdbeben im Indischen Ozean 2004 und dem folgenden Tsunami initiierte Eyerkaufer eine Hilfsaktion im gesamten Main-Kinzig-Kreis für die betroffene Bevölkerung in Beruwala und Umgebung in Sri Lanka und den Wiederaufbau dort. Zehn Jahre nach dem Ereignis berichtete er 2014 über die Erfolge und die Zukunft der weiter fortgeführten Hilfe. Die Tätigkeit für die Opferhilfe in Beruwala führte er bis ins Jahr 2024 weiter, bevor er diese aus Altersgründen an einen Nachfolger abgab.

## Ehrungen
Im Jahr 2005 erhielt aus den Händen von Ministerpräsident Roland Koch das Bundesverdienstkreuz 1. Klasse.